# Wortschatz
Als Wortschatz (Mehrzahl Wortschätze), auch Vokabular, Lexikon oder Lexik genannt, bezeichnet man die Gesamtheit aller Wörter. Damit kann gemeint sein:
- die Gesamtheit aller Wörter einer Sprache zu einem bestimmten Zeitpunkt oder
- die Gesamtheit aller Wörter einer Sprache, die ein einzelner Sprecher kennt oder verwendet.

Innerhalb der zweiten Bedeutung ist nochmals zu unterscheiden:
- rezeptiver Wortschatz (oder passiver Wortschatz) – die Wörter, die der Sprecher kennt oder erkennt. Der rezeptive Wortschatz verhilft zum Verstehen gesprochener und geschriebener Texte (Verstehenswortschatz). Der Sprecher kann zu einem gehörten oder gelesenen Wort die Bedeutung aus dem Gedächtnis abrufen – oder zum Beispiel mit Hilfe der Wortbildungsregeln erschließen.
- produktiver Wortschatz (oder aktiver Wortschatz) – die Wörter, die der Sprecher aktiv verwendet. Der produktive Wortschatz ermöglicht dem Sprecher, sich verständlich auszudrücken. Der Sprecher kann zu einer bestimmten Bedeutung das zugehörige Wort aus dem Gedächtnis abrufen.

Das zugehörige Adjektiv lautet lexikalisch.

## Wortinventar von Sprachen

### Deutscher Wortschatz
Der Wortschatz der deutschen Standardsprache umfasst ca. 75.000 Wörter, die Gesamtgröße des deutschen Wortschatzes wird je nach Quelle und Zählweise auf 300.000 bis 500.000 Wörter bzw. Lexeme geschätzt. So gibt Duden Deutsches Universalwörterbuch an, der Wortschatz der Alltagssprache werde auf etwa 500.000, der zentrale Wortschatz auf rund 70.000 Wörter geschätzt. Das Deutsche Wörterbuch von Jacob und Wilhelm Grimm (1852–1960) wird auf ca. 350.000 Stichwörter geschätzt; Wahrig (2008) gibt im abgedruckten Vorwort zur Neuausgabe 2006 an, dieses einbändige Wörterbuch enthalte über 260.000 Stichwörter. Solche Angaben geben Aufschluss darüber, wie groß der deutsche Wortschatz mindestens geschätzt werden muss.
Diese Wörterbücher enthalten jedoch nur geringe Anteile der vielen Fachwortschätze und sind auch insofern unvollständig, als Ableitungen und Komposita nur teilweise aufgenommen werden und aktuelle Neubildungen naturgemäß fehlen. Ein entscheidendes Kriterium für die Aufnahme von Wörtern ist ihre Verwendungshäufigkeit und Gebräuchlichkeit; ausgeschlossen werden solche Wörter, die aus einfachen zusammengesetzt sind und sich bei Kenntnis ihrer Bestandteile von selbst verstehen lassen.
Damit ist klar, dass der Wortschatz insgesamt noch wesentlich größer sein muss; die Angabe von 500.000 Wörtern ist kaum übertrieben. Nimmt man die fachsprachlichen Terminologien hinzu, ist mit mehreren Millionen Wörtern zu rechnen. Allein die Fachsprache der Chemie enthält nach Winter (1986) rund 20 Millionen Benennungen. Vor diesem Hintergrund erscheint Lewandowskis Bemerkung: „Der Gesamtwortbestand des Deutschen wird auf 5 bis 10 Millionen Wörter geschätzt.“ als noch zu tief gegriffen. In einem Textkorpus des Deutschen im Umfang von 1 Milliarde Wörtern des 20. Jahrhunderts wurden „knapp unter 5 Millionen Lexeme (…)“ beobachtet. Da dieses Korpus zwar wissenschaftliche Texte enthält, aber nur wenig fachspezifische Terminologie, ist klar, dass dieser korpusbezogene Wert den tatsächlichen Wortschatzumfang unterschätzt; unklar ist allerdings, in welchem Maße. Der Direktor des Max-Planck-Instituts für Psycholinguistik und Leiter des „Digitalen Wörterbuchs der Deutschen Sprache“ Wolfgang Klein schätzt den deutschen Wortschatz auf 5,3 Millionen Wörter.

### Wortschatz in anderen Sprachen
Dazu führt Wolff (1969: 48) aus: „Neuere Schätzungen geben für den englischen Wortschatz eine Zahl von 500.000 bis 600.000 Wörtern an, der deutsche liegt knapp darunter, der französische bei etwa 300.000 Wörtern.“ Man darf daraus nicht schließen, das Französische sei eine wortarme Sprache. Der Unterschied ist in erheblichem Maße auf die unterschiedliche Art der Wortbildung zurückzuführen: Dem deutschen Wort „Kartoffelbrei“/„Erdäpfelpüree“ (ein neues Wort) entspricht im Französischen purée de pommes de terre (eine Wortgruppe, bestehend aus fünf Wörtern).
In Wörterbüchern der estnischen Literatursprache werden im 20. Jahrhundert um die 120.000 Wörter aufgeführt.

### Wortschatz und Wortformen
Die Zahl der Wörter (Wortschatz) ist nicht mit der Zahl der Wortformen zu verwechseln. Durch Flexion kann in flektierenden Sprachen aus den Grundformen vieler Wörter ein Mehrfaches an Wortformen entstehen, im Deutschen zum Beispiel erheblich mehr als in dem die Flexion langsam verlierenden Englischen.
Die Häufigkeitsverteilung von Wörtern und Wortformen lässt sich mit dem Zipf'schen Gesetz beschreiben.

### Wortschatzerweiterung und -verlust
Der Wortschatz einer Sprache ist keine statische Größe; er ist vielmehr in ständiger Veränderung begriffen. Einerseits gehen Bezeichnungen für Gegenstände verloren, die allmählich außer Gebrauch geraten. So wird wohl der Ausdruck Rechenschieber mit der Zeit aus dem Sprachgebrauch verschwinden, da die Leistung des so bezeichneten Geräts heute von Taschenrechner und Computer übernommen wird. Oft werden auch Gegenstände auf Kosten der alten Bezeichnung neu benannt, wie dies mit der Ersetzung von „Elektronengehirn“ durch „Computer“ geschehen ist. Andererseits müssen immer wieder neue Gegenstände benannt werden, was mit Hilfe der Wortbildung oder der Übernahme von Fremdwörtern bewältigt wird. Diese Prozesse des Verlusts oder der Zunahme von Wörtern unterliegen einem Sprachgesetz, dem Piotrowski-Gesetz.

## Zusammensetzung des Wortschatzes
Nur ein geringer Teil des Wortschatzes, den man in einem beliebigen Wörterbuch verzeichnet findet, besteht aus einfachen, nicht weiter zerlegbaren Wörtern wie etwa „Bach“, „Hut“ oder „Sand“; viele dagegen sind Ableitungen wie „sand-ig“ oder Komposita wie „Bachlauf“ oder „Hutkrempe“. Hier lässt sich die Frage stellen, ob es eine elementare Menge von Einheiten gibt, aus denen Wörter bestehen. Man muss in dieser Hinsicht zwischen drei Arten von Einheiten unterscheiden: elementare Einheiten, aus denen Wörter bestehen können, sind einerseits phonetische (lautliche) Einheiten: Silben, andererseits Morphe/Morpheme – das sind alle die Bestandteile von Wörtern, die eine grammatische Funktion oder eine Bedeutung haben –, ferner elementare Wörter wie die drei genannten, die zugleich eine Silbe, ein Morph/Morphem und ein Wort sind.
Mit wie vielen solcher Einheiten ist also zu rechnen? Eine erste Annäherung kann gegeben werden: So verweist Karl Bühler darauf, dass in einem Wörterbuch von 30.000 Stichwörtern rund 2.000 „Sinnsilben“ gefunden wurden. Dabei ist nicht ganz klar, ob mit „Sinnsilbe“ nur Bedeutungsträger oder auch Träger einer grammatischen Funktion gemeint sind. Davon einmal abgesehen gibt Bühler noch den Hinweis, dass er auf 30 Seiten von Goethes Wahlverwandtschaften 1.200 „Sinnsilben“ gefunden habe und für den gesamten Roman mit rund 4000 Sinnsilben rechnet.
In etwa die gleiche Dimension reichen Hinweise von Menzerath, der ein Aussprachewörterbuch des Deutschen mit 20.453 Stichwörtern analysierte und dabei 2.245 einsilbige Wörter fand, die ja zugleich aus einer Silbe und einem Morph/Morphem bestehen.
Ein weiterer Hinweis findet sich bei Klein, der ausführt, dass Wortfamilien im Deutschen auf 8.000–9.000 Wortstämmen beruhen.
Man kann daraus schließen, dass der deutsche Wortschatz auf einige tausend elementare Einheiten zurückgeführt werden kann.

## Wortschatz einzelner Personen und Texte

### Größenordnungen
Die Schätzungen zur Wortschatzkenntnis einzelner Personen gehen weit auseinander. Als handfeste Zahl kann man die Angaben zum aktiven, d. h. in seinen Werken nachweisbaren Wortschatz bei Goethe ansehen, der im 3. Band des Goethe-Wörterbuchs auf ca. 91.000 Wörter beziffert wird. Da nur wenige Menschen ein so reichhaltiges Werk geschaffen haben, dürfte diese Angabe zumindest in ihrer Dimension etwa die Obergrenze benennen. Allerdings ist dabei der passive Wortschatz noch nicht berücksichtigt: Goethe wird schließlich einige Wörter gekannt haben, die sich nicht in seinen Werken finden.
In etwa gilt: Je höher der Bildungsstand eines Menschen ist, desto größer ist sein Wortschatz. Ein größerer Wortschatz hilft beim differenzierteren Informationsaustausch. Ein einfacher Bürger kommt im täglichen Leben mit wenigen tausend Wörtern aus. Der Wortschatz einer Person ist abhängig vom Interessengebiet und Berufsfeld (Fachterminologie) sowie der Sozialisation dieser Person.
Ein Gebildeter, beispielsweise ein Gelehrter oder Schriftsteller, kann mehrere zehntausend Wörter benutzen (aktiver Wortschatz) und sehr viel mehr verstehen, wenn sie ihm begegnen (passiver Wortschatz). Der Wortschatz von 15-Jährigen wurde in einschlägigen Untersuchungen bereits auf rund 12.000 Wörter beziffert. Einem 17-Jährigen schreiben Keller & Leuninger um die 80.000 Wörter zu, „wobei Varianten wie Schreiber, Schrift, schreiben, schreibe, schreibst, geschrieben etc. nur als „ein“ Wort gelten.“ Die Schätzungen für den Umfang des Wortschatzes eines erwachsenen Muttersprachlers reichen von 3000 bis 216.000 Wörtern. Für die Bewertung interindividueller Unterschiede wird auf Wortschatztests zurückgegriffen, beispielsweise auf Untertests aus Intelligenztestverfahren zur Erfassung des produktiven Wortschatzes oder auf Tests wie den Peabody Picture Vocabulary Test zur Erfassung des rezeptiven Wortschatzes. Diese Tests bilden allerdings nicht die Gesamtzahl an Wörtern ab, die einem Menschen zur Verfügung stehen, sondern sie machen Leistungsunterschiede zwischen Personen deutlich. (1926 bereits standardisierte M. E. Smith einen Wortschatztest für Vorschulkinder.)
Einige Daten zum Wortschatz einzelner Texte oder Textgruppen im Deutschen findet man bei Billmeier. Hier ist zu erfahren, dass man im Jahr 1964 über 4.000 Wörter (im Sinne von Lexem = Stichwörter im Wörterbuch) beherrschen musste, um auch nur einen Auszug der Zeitung Die Welt in den Monaten Januar und Februar lesen zu können, eine der in dieser Hinsicht anspruchsloseren Lektüren. Für Erwin Strittmatters Roman Ole Bienkopp ist schon die Kenntnis von über 18.000 Lexemen vonnöten.
Wer in einer fremden Sprache etwa 1.000 Wörter der Alltagssprache beherrscht, das heißt grammatikalisch und semantisch richtig anwenden kann, kommt im jeweiligen Land schon gut zurecht.

### Methodische Probleme bei der Messung
Die teilweise sehr markanten Unterschiede in den Schätzungen erklären sich durch die Anwendung unterschiedlicher Methoden. Somit ist die Bestimmung des Wortschatzumfangs vornehmlich ein methodisches Problem. Prinzipiell stehen für die Schätzung zwei unterschiedliche Methoden zur Verfügung: eine qualitative und eine quantitative. Die qualitative Methode untersucht die Art der vorzufindenden Wörter, während die quantitative Methode das Type-Token-Verhältnis bestimmt, also misst, wie häufig unterschiedliche Wörter vorkommen.
Ein methodisches Problem entsteht, wenn Texte unterschiedlicher Länge auf ihren Wortschatzreichtum hin untersucht werden sollen (wobei als „Text“ auch Wortschatztests interpretiert werden können, die entworfen wurden, um den Wortschatz eines Probanden zu messen). Für die Messung des Wortschatzreichtums ist der Index von Guiraud ein häufig verwendetes Maß. Der Index berechnet sich wie folgt:
{\displaystyle G={\frac {\text{Anzahl der Types}}{\sqrt {\text{Anzahl der Token}}}}}
Ziel des Index ist es, Aussagen über den Wortschatzreichtum unterschiedlich langer Texte zu ermöglichen. Nimmt man als „Text“ etwa die Ergebnisse vorher durchgeführter C-Tests her, lässt sich der Index von Guiraud als Maß für den Wortschatzumfang von Individuen einsetzen. Wie der Index wirkt, lässt sich nachvollziehen, wenn man annimmt, die Zahl der Types sei mit der Zahl der Tokens identisch – das heißt, in einem Text würde sich kein Wort wiederholen. Als Index von Guiraud ergibt sich dann:
{\displaystyle G={\frac {X}{\sqrt {X}}}={\sqrt {X}}}
Der G-Wert ist daher bei kürzeren Texten nicht nur vom Wortschatzreichtum, sondern auch von der Textlänge abhängig.

## Wortschatzerwerb

### Erwerb des muttersprachlichen Wortschatzes
Wir Menschen lernen unsere Muttersprache zunächst durch Imitation; wir ahmen die Ausdrucksweise und die Aussprache unseres sozialen Milieus nach. Das ist nicht nur in den Kinderjahren, sondern auch noch im Erwachsenenalter der Fall. Das heißt, dass sich sowohl unser Wortschatz als auch unsere Aussprache, unser Dialekt, falls wir einen besitzen, unserem sozialen Milieu anpasst.
Allerdings kann Imitation nicht allein verantwortlich sein für den Spracherwerb, da gerade Kinder regelmäßig mit etwa drei Jahren eine Phase der Übergeneralisierung durchlaufen, in der sie nie gehörte Verbformen wie „gingte“, „gangte“, „is gegeht“ usw. bilden, also Analogien bilden.
Die Spracherwerbs-Prozesse laufen, soweit das bisher zu überblicken ist, gesetzmäßig ab und folgen offenkundig dem Spracherwerbsgesetz, wie mehrfach gezeigt werden konnte.

### Grundwortschatz
Von besonderer Bedeutung für die Planung des Unterrichts in der Muttersprache ebenso wie für das Fremdsprachenlernen ist der sogenannte Grundwortschatz; das ist derjenige Wortschatz, der nötig ist, um ca. 85 % von Texten einer Sprache zu verstehen. Pfeffer beziffert diesen Grundwortschatz auf rund 1285 Wörter.

## Standardvokabular
Standardvokabular bezeichnet den allgemeinen, normierten und häufig verwendeten (Spezial-)Wortschatz einer Sprache, der unabhängig von regionalen oder sozialen Variationen als Grundlage für die Kommunikation gilt. Es umfasst Wörter und Ausdrücke, die in standardsprachlichen Kontexten wie Bildung, Verwaltung, Medien, Fachbereichen der Wissenschaft und Technik u. ä. m. und offizieller Kommunikation üblich sind.

## Wege zur Vergrößerung des Wortschatzes
- Gegenbegriffe (Antonyme) und sinngleiche Wörter[33] (Synonyme) finden
- Viel lesen und schreiben (z. B. Aufsätze)
- Bücher und Artikel aus verschiedenen Themengebieten lesen
- Bücher mit hohem Sprachniveau lesen
- Lieder mit hohem Sprachniveau hören (und mitsingen)
- Unbekannte Wörter in Lexika oder Wörterbüchern nachschlagen oder die Bedeutung aus dem Kontext entnehmen
- Kommunizieren jeglicher Art
- Das bewusste Streben, sich immer möglichst präzise und vielfältig auszudrücken
- In Gesprächen den Gesprächspartner nach der Bedeutung eines unbekannten Wortes fragen
- Buchstabenspiele wie Scrabble oder Kreuzworträtsel